# Torneo Internacional AGT 2012
Il Torneo Internacional AGT 2012 è stato un torneo professionistico di tennis maschile giocato sul cemento. È stata la 10ª edizione del torneo che fa parte dell'ATP Challenger Tour nell'ambito dell'ATP Challenger Tour 2012. Si è giocato a León in Messico dal 9 al 15 aprile 2012.

## Partecipanti

### Teste di serie
| Nazionalità | Giocatore             | Ranking* | Testa di serie |
| ----------- | --------------------- | -------- | -------------- |
| Australia   | Marinko Matosevic     | 121      | 1              |
| Stati Uniti | Rajeev Ram            | 137      | 2              |
| Italia      | Matteo Viola          | 172      | 3              |
| Rep. Ceca   | Jan Mertl             | 181      | 4              |
| Canada      | Érik Chvojka          | 217      | 5              |
| Regno Unito | Jamie Baker           | 220      | 6              |
| Canada      | Pierre-Ludovic Duclos | 232      | 7              |
| Moldavia    | Roman Borvanov        | 236      | 8              |

- Ranking al 2 aprile 2012.

### Altri partecipanti
Giocatori che hanno ricevuto una wild card:
- Miguel Gallardo-Valles
- Marinko Matosevic
- César Ramírez
- Manuel Sánchez

Giocatori entrati nel tabellone principale come alternate:
- John-Patrick Smith

Giocatori passati dalle qualificazioni:
- Colin Ebelthite
- John Peers
- Bruno Rodriguez
- Denis Zivkovic
- Christopher Díaz-Figueroa (lucky loser)

## Campioni

### Singolare
Denis Zivkovic ha battuto in finale  Rajeev Ram con il punteggio di 7–6(5), 6–4

### Doppio
John Peers /  John-Patrick Smith hanno battuto in finale  César Ramírez /  Bruno Rodríguez con il punteggio di 6–3, 6–3